# Hyttilänjärvi
Hyttilänjärvi är en sjö i kommunen Villmanstrand i landskapet Södra Karelen i Finland. Arean är 43 hektar och strandlinjen är 3,58 kilometer lång. Sjön  ingår i Vilajokis huvudavrinningsområde.   Den ligger omkring 28 kilometer söder om Villmanstrand och omkring 190 kilometer öster om Helsingfors. 